# Stazione di Garbagna Novarese
La stazione di Garbagna è una fermata ferroviaria posta sulla linea Novara-Alessandria. Serve il centro abitato di Garbagna Novarese.

## Storia

### XIX secolo
La linea ferroviaria Novara-Alessandria raggiunse Garbagna Novarese nel 1851 ed era attraversata da un semplice passaggio a livello presso l'oratorio di Santa Maria.
Solo nel 1862 il comune fece richiesta alla direzione delle ferrovie di una fermata ferroviaria, che fu attivata il 24 novembre 1884.
Le fonti consultate fino ad ora non riportano la data di costruzione della stazione, si parla genericamente di fermata fino al 1894.
La presenza di una casa cantoniera è documentata dal 1896.

### XX secolo

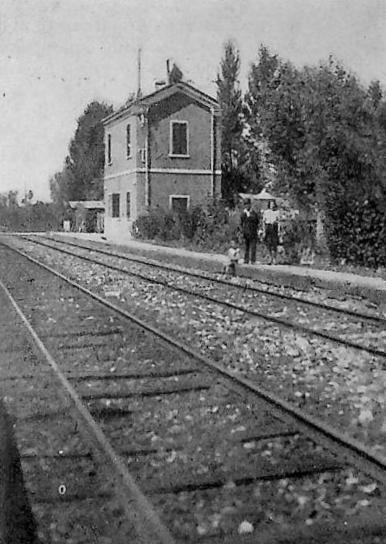
La stazione nella prima metà del XX secolo

La stazione fu temporaneamente dotata di telegrafo durante i lavori per il raddoppio del binario del tratto Novara-Mortara, tra il 1907 e il 2 aprile 1909.
Il primo documento che nomina esplicitamente stazione e fabbricato viaggiatori è una planimetria risalente al 1948, conservata presso l'archivio della Fondazione FS Italiane. In tale documento l'edificio aveva le entrate sui lati corti e non era provvisto di tettoia e balcone, descrizione valida almeno fino al 1955. Dopo i lavori di ampliamento raggiunse una superficie di 70 m2, assieme ai 55 m2 dell'appartamento.

### XXI secolo
Nel 2015/2016 risultava l'unica stazione impresenziata (cioè a tutti gli effetti operativa, ma senza personale) della linea Novara-Alessandria.
A febbraio 2022 sono iniziati i lavori di riqualificazione della struttura, che prevedono la costruzione del passaggio pedonale sopraelevato, per eliminare l'attraversamento a raso dei binari, l'ampliamento dei marciapiedi e dell'area parcheggio e relativa illuminazione, il tutto a spese di RFI. Il sovrappasso pedonale è stato attivato il 1º settembre 2024.